# Spice Up Your Life
Spice Up Your Life este un disc single al formației britanice Spice Girls, inclus în albumul Spiceworld. Reprezintă primul disc single de pe acest album. 
"Spice Up Your Life" este un cântec dance-pop cu influențe latino cum ar fi salsa și samba.